# Standing at the Crossroads (альбом Джонні Шайнса)
Standing at the Crossroads — студійний альбом американського блюзового музиканта Джонні Шайнса, що вийшов 1971 року на лейблі Testament.

## Про альбом
У другій половині 1960-х Шайнс записав декілька електричних альбомів з різним складом музикантів, але з початку 1970-х знову повернувся до акустичного блюзу. Матеріал альбому був записаний за два дні, 11 і 17 листопада 1970 року, в Альтадені (під час свого візиту в Каліфорнію) і вийшов на лейблі Testament наступного року. На оригінальному LP вийшли 11 композицій (5 бонус-треків були додані на CD-перевиданні). Альбом вважається одним з найкращих у дискографії Шайнса, демонструючи високий рівень володіння слайд-гітарою і автентичність виконання.
18 квітня 1995 року перевиданий на CD з додатковими треками і альтернативними дублями.

## Список композицій
1. «Standing at the Crossroads» — 2:54
2. «Milk Cow's Troubles» — 2:55
3. «Death Hearse Blues» — 3:27
4. «Drunken Man's Prayer» — 3:25
5. «Hoo Doo Snake Doctor's Blues» — 3:08
6. «It's a Lowdown Dirty Shame» — 4:30
7. «How Long» — 2:57 #
8. «Crying Black Angel» — 4:01 #
9. «Down in Spirit» — 3:35 #
10. «Your Troubles Can't Be Like Mine» — 4:21
11. «Kind-Hearted Woman» — 3:09
12. «Baby Sister Blues» — 3:19
13. «My Rat» — 2:54
14. «Don't Take a Country Woman» — 3:05
15. «Kind-Hearted Woman» — 3:25 [альт.] #
16. «Death Hearse Blues» — 3:20 [альт.] #

# — бонус-треки CD-перевидання

## Учасники запису
- Джонні Шайнс — вокал, гітара

Технічний персонал
- Піт Велдінг — продюсер, інженер, фотографія (2-е вид.)
- Бред Барретт — фотографія (1-е вид.)